# Bruciasse il cielo
Bruciasse il cielo è un singolo del cantautore italiano Blanco, pubblicato il 10 novembre 2023 come unico estratto dalla riedizione del secondo album in studio Innamorato.  Il brano funge da colonna sonora dell'omonimo film documentario sulla vita del cantante per Prime Video.

## Descrizione
Il brano è stato scritto da Blanco e Tropico e prodotto da Michelangelo. Il cantautore ne ha raccontato il significato:

## Video musicale
Il video, diretto da Simone Peluso, è stato pubblicato contestualmente all'uscita del brano sul canale YouTube del cantautore.

## Tracce
Testi di Riccardo Fabbriconi e Davide Petrella, musiche di Riccardo Fabbriconi, Davide Petrella e Michele Zocca.
1. Bruciasse il cielo – 3:57

## Classifiche
| Classifica (2023) | Posizione massima |
| ----------------- | ----------------- |
| Italia            | 5                 |

## Riconoscimenti
Videoclip Italia Awards
- 2024 – Candidatura al miglior videoclip pop[5]